# Noćajevići
Noćajevići es un pueblo ubicado en la municipalidad de Kladanj, en el cantón de Tuzla, Bosnia y Herzegovina.

## Superficie
Posee una superficie de 7,13 kilómetros cuadrados.

## Demografía
Hasta 2013 la población era de 600 habitantes, con una densidad de población de 84,1 habitantes por kilómetro cuadrado.